# 장로교신학 칼리지
장로교신학 칼리지 (Presbyterian Theological College, PTC )는 호주의 빅토리아 장로 교회의 신학대학교이며, 멜버른에 위치한다. 호주장로교회의 목회 후보자들을 위한 신학교육기관이다. 호주 신학대학교로부터 인가받은 기관이다.  박스 힐 근교 멜버른에 있다. 호주장로교회의 교리에 따라서 복음주의와 개혁신학의 전통에 있는 장로교 신학대학교이다.

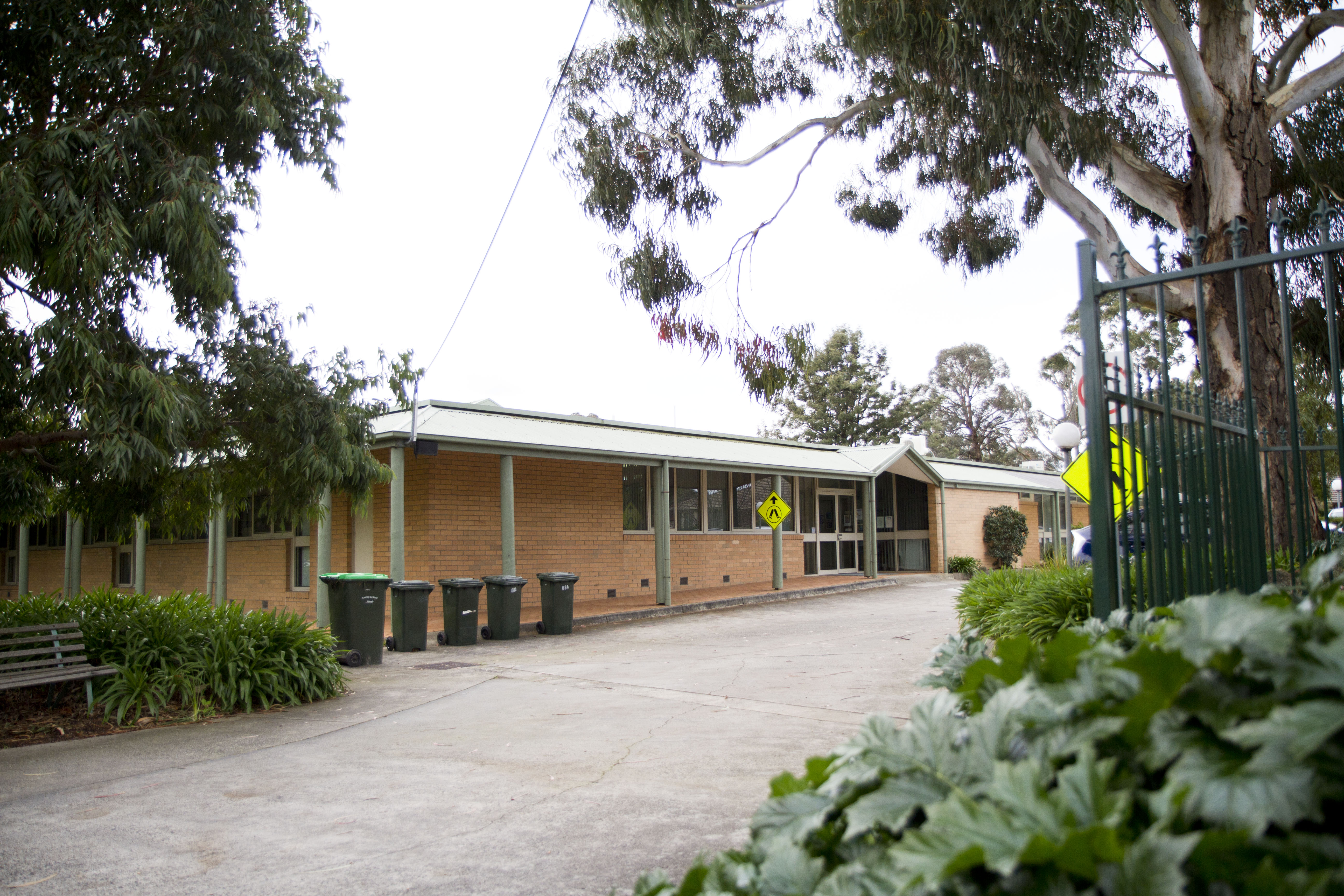
캠퍼스

## 같이 보기
- 이상규
- Presbyterian Theological Centre
- Australian College of Theology
- Presbyterian Church of Victoria
- Presbyterian Church of Australia